# زياد الرومي
زياد حمدي الرومي (1938م) هو فنان تشكيلي سوري، له العديد من المعارض المشتركة والخاصة.

## سيرة
ولد الرومي يوم الخميس 31 آذار 1938 (3 محرم 1356هـ) في أسرة دمشقية محافظة، وتوفي والده في العام 1948، ودفن في مكة المكرمة. شغف بالرسم منذ طفولته، وفي الصف السادس الاعدادي تأثر بمدرسه الفنان ناظم جعفري.
دخل كلية الحقوق في دمشق، غير أنه خرج منها بعد شهر، ليلتحق بكلية الفنون الجميلة في القاهرة بعد حصوله على منحة دراسية العام 1959، وقد تخرج منها اختصاص تصوير العام 1964، وكان مشروع تخرجه: لوحة الحصاد للقمح في الريف السوري التي كانت اطلاقته الأولى لعالم الفنون والرسم التشيكلي.
متزوج وله ثلاثة أبناء:  المهندس طارق والمهندس عمار والمهندسة دانة.

## نشاطه الفني
عين الرومي مدرسًا للتربية الفنية في مدينة القامشلي في سوريا حيث أمضى فيها خمسة أعوام، بعدها انتقل إلى مسقط رأسه دمشق.
درّس في المملكة العربية السعودية من العام 1973 إلى 1978 الفنون في ثانويتها، غير أنه عاد إلى دمشق  كمدرس  للفنون الجميلة في معهد إعداد المدرسين للتربية الفنية، وبقي فيه حتى تقاعد العام 1998، فعمل بعد تقاعده كعضو في نقابة الفنون الجميلة وعضو في اتحاد الفنانين التشكيليين العرب.
رسم الرومي خلال مسيرته الفنية نحو 5 آلاف لوحة زيتية.
أما أبرز معارضه، فهي :
- معرض شخصي - 1965 في صالة الفن الحديث العالمي

- معرض شخصي - 1984 في صالة ايبلا

- معرض شخصي 1986 في صالة ايبلا

يشارك في المعرض السنوي للفنون التشكيلية في سوريا، وكان قد اشترك بمعارض  مشتركة من 1983 في صالة ايبلا، وعشتار - 1996. وهو مشترك دائم في معارض نقابة المعلمين ومعارض جمعية الأصدقاء - دمشق.

## تكريم
كرم زياد الرومي من وزارة الثقافة السورية وزيرة الثقافة نجاح العطار بعد معرض التراث في العام 2016 2017. وتتواجد أعماله في وزارة الثقافة والمتحف الوطني ومحافظة دمشق وجهات عربية وغربية.

## وصلات خارجية
- لقاء خاص مع الفنان التشكيلي زياد الرومي